# CART-Saison 1998
Die CART-Saison 1998 war die 20. Saison der CART-Rennserie und die 77. Meisterschaftssaison im US-amerikanischen Formelsport.

## Hintergrund
Das Auftaktrennen fand am 15. März in Homestead (USA) statt und das Finale wurde am 1. November 1998 in Fontana (USA) ausgetragen.
Das Rennen in Nazareth war für den 26. April geplant, musste aber wegen Regen um einen Tag verschoben werden.
Das US-amerikanische Kurier- und Logistikunternehmen FedEx war ab 1998 neuer Titel-Sponsor der CART.

## Saisonverlauf
Beim Michigan-500-Rennen kam es zu einem tragischen Unfall. In der 175 Runde prallte Adrián Fernández an die Außenmauer der Ovalrennstrecke, dabei verlor er ein Vorderrad. Dieses Rad flog über den Begrenzungszaun auf eine Tribüne und tötete eine Zuschauerin und zwei Zuschauer sowie verletzte sechs weitere.
Der Italiener Alex Zanardi gewann die Meisterschaft souverän mit sieben Rennsiegen und mit 116 Punkten Vorsprung auf den US-amerikaner Jimmy Vasser.
Tony Kanaan belegte in der Meisterschaftstabelle den neunten Platz und bekam den Titel "Rookie of the Year" zugesprochen.

## Teams und Fahrer
| Team                     | Chassis      | Motor           | Reifen | Nr. | Fahrer                 | Rennen                    |
| ------------------------ | ------------ | --------------- | ------ | --- | ---------------------- | ------------------------- |
| Chip Ganassi Racing      | Reynard 98i  | Honda HRK       | F      | 1   | Alex Zanardi           | 1 – 19                    |
| Chip Ganassi Racing      | Reynard 98i  | Honda HRK       | F      | 12  | Jimmy Vasser           | 1 – 19                    |
| Team Penske              | Penske PC-27 | Mercedes IC108E | G      | 2   | Al Unser Jr.           | 1 – 19                    |
| Team Penske              | Penske PC-27 | Mercedes IC108E | G      | 3   | André Ribeiro          | 1 – 19                    |
| Walker Racing            | Reynard 98i  | Honda HRK       | G      | 5   | Gil de Ferran          | 1 – 19                    |
| Newman-Haas Racing       | Swift 009.c  | Ford XB         | G      | 6   | Michael Andretti       | 1 – 19                    |
| Newman-Haas Racing       | Swift 009.c  | Ford XB         | G      | 11  | Christian Fittipaldi   | 1 – 6, 8 – 19             |
| Newman-Haas Racing       | Swift 009.c  | Ford XB         | G      | 11  | Roberto Moreno         | 7                         |
| Team Rahal               | Reynard 98i  | Ford XB         | F      | 7   | Bobby Rahal            | 1 – 19                    |
| Team Rahal               | Reynard 98i  | Ford XB         | F      | 8   | Bryan Herta            | 1 – 19                    |
| Hogan Racing             | Reynard 98i  | Mercedes IC108E | F      | 9   | JJ Lehto               | 1 – 19                    |
| Della Penna Motorsports  | Swift 009.c  | Ford XB         | F      | 10  | Richie Hearn           | 1 – 19                    |
| Della Penna Motorsports  | Swift 009.c  | Ford XB         | F      | 43  | Hideshi Matsuda        | 2                         |
| Project CART             | Reynard 98i  | Mercedes IC108E | G      | 15  | Roberto Moreno         | 1 – 2                     |
| Project CART             | Reynard 98i  | Mercedes IC108E | G      | 15  | Domenico Schiattarella | 3                         |
| Bettenhausen Racing      | Reynard 98i  | Mercedes IC108E | G      | 16  | Hélio Castroneves      | 1 – 19                    |
| PacWest Racing Group     | Reynard 98i  | Mercedes IC108E | F      | 17  | Maurício Gugelmin      | 1 – 19                    |
| PacWest Racing Group     | Reynard 98i  | Mercedes IC108E | F      | 18  | Mark Blundell          | 1 – 19                    |
| Payton/Coyne Racing      | Reynard 98i  | Ford XB         | F      | 19  | Michel Jourdain jr.    | 1 – 19                    |
| Payton/Coyne Racing      | Reynard 98i  | Ford XB         | F      | 34  | Dennis Vitolo          | 1, 4, 6 – 10, 12, 15 – 19 |
| Payton/Coyne Racing      | Reynard 98i  | Ford XB         | F      | 34  | Gualter Salles         | 2 – 3, 5, 11, 13 – 14     |
| Patrick Racing           | Reynard 98i  | Ford XB         | F      | 20  | Scott Pruett           | 1 – 19                    |
| Patrick Racing           | Reynard 98i  | Ford XB         | F      | 40  | Adrián Fernández       | 1 – 19                    |
| Tasman Motorsports Group | Reynard 98i  | Honda HRK       | F      | 21  | Tony Kanaan            | 1 – 19                    |
| Arciero-Wells Racing     | Reynard 98i  | Toyota RV8C     | F      | 24  | Hiro Matsushita        | 1 – 3, 5                  |
| Arciero-Wells Racing     | Reynard 98i  | Toyota RV8C     | F      | 24  | Robby Gordon           | 4, 6 – 19                 |
| Arciero-Wells Racing     | Reynard 98i  | Toyota RV8C     | F      | 25  | Max Papis              | 1 – 19                    |
| Team KOOL Green          | Reynard 98i  | Honda HRK       | F      | 26  | Paul Tracy             | 1 – 19                    |
| Team KOOL Green          | Reynard 98i  | Honda HRK       | F      | 27  | Dario Franchitti       | 1 – 19                    |
| Forsythe Racing          | Reynard 98i  | Mercedes IC108E | F      | 33  | Patrick Carpentier     | 1 – 19                    |
| Forsythe Racing          | Reynard 98i  | Mercedes IC108E | F      | 99  | Greg Moore             | 1 – 19                    |
| All American Racing      | Reynard      | Toyota RV8C     | G      | 98  | P. J. Jones            | 1 – 15                    |
| All American Racing      | Reynard      | Toyota RV8C     | G      | 36  | Alex Barron            | 1 – 12                    |
| All American Racing      | Eagle 987    | Toyota RV8C     | G      | 36  | Alex Barron            | 13 – 19                   |
| All American Racing      | Eagle 987    | Toyota RV8C     | G      | 98  | Vincenzo Sospiri       | 16 – 19                   |
| Davis Racing             | Lola T98/00  | Ford XB         | G      | 77  | Arnd Meier             | 1 – 19                    |

## Statistik

### Rennergebnisse
| Nr. | Datum         | Rennen / Strecke                                                                            | Distanz (mi) | Gewinner         | Zweiter           | Dritter              |
| --- | ------------- | ------------------------------------------------------------------------------------------- | ------------ | ---------------- | ----------------- | -------------------- |
| 1   | 15. März      | Marlboro Grand Prix of Miami Presented by Toyota (Homestead-Miami Speedway) (O)             | 225,3        | Michael Andretti | Greg Moore        | Alex Zanardi         |
| 2   | 28. März      | Budweiser 500K (Twin Ring Motegi) (O)                                                       | 311,3        | Adrián Fernández | Al Unser Jr.      | Gil de Ferran        |
| 3   | 5. April      | Toyota Grand Prix of Long Beach (Long Beach Grand Prix Circuit) (T)                         | 165,2        | Alex Zanardi     | Dario Franchitti  | Bryan Herta          |
| 4   | 27. April     | Bosch Spark Plug Grand Prix Presented by Toyota (Nazareth Speedway) (O)                     | 212,8        | Jimmy Vasser     | Alex Zanardi      | Greg Moore           |
| 5   | 10. Mai       | Rio 400K (Emerson Fittipaldi Speedway) (O)                                                  | 247,9        | Greg Moore       | Alex Zanardi      | Adrián Fernández     |
| 6   | 23. Mai       | Motorola 300 (Gateway International Raceway) (O)                                            | 299,7        | Alex Zanardi     | Michael Andretti  | Greg Moore           |
| 7   | 31. Mai       | Miller 200 (The Milwaukee Mile) (O)                                                         | 206,4        | Jimmy Vasser     | Hélio Castroneves | Al Unser Jr.         |
| 8   | 7. Juni       | ITT Automotive Grand Prix of Detroit (Raceway at Belle Isle) (T)                            | 168,9        | Alex Zanardi     | Adrián Fernández  | Gil de Ferran        |
| 9   | 21. Juni      | Budweiser/G. I. Joe’s 200 Presented by Texaco/Havoline (Portland International Raceway) (P) | 192,9        | Alex Zanardi     | Scott Pruett      | Bryan Herta          |
| 10  | 12. Juli      | Medic Drug Grand Prix of Cleveland Presented by Firstar Bank (Cleveland Street Course) (F)  | 210,6        | Alex Zanardi     | Michael Andretti  | Dario Franchitti     |
| 11  | 19. Juli      | Molson Indy Toronto (Exhibition Place) (T)                                                  | 163,4        | Alex Zanardi     | Michael Andretti  | Jimmy Vasser         |
| 12  | 26. Juli      | U. S. 500 Presented by Toyota (Michigan Speedway) (O)                                       | 500,0        | Greg Moore       | Jimmy Vasser      | Alex Zanardi         |
| 13  | 9. August     | Miller Lite 200 (Mid-Ohio Sports Car Course) (P)                                            | 187,4        | Adrián Fernández | Scott Pruett      | Bobby Rahal          |
| 14  | 16. August    | Texaco/Havoline 200 (Road America) (P)                                                      | 202,4        | Dario Franchitti | Alex Zanardi      | Christian Fittipaldi |
| 15  | 6. September  | Molson Indy Vancouver (Concord Pacific Place) (T)                                           | 154,9        | Dario Franchitti | Michael Andretti  | Scott Pruett         |
| 16  | 13. September | Honda Grand Prix of Monterey Featuring the Texaco/Havoline 300K (Laguna Seca) (P)           | 185,7        | Bryan Herta      | Alex Zanardi      | Tony Kanaan          |
| 17  | 4. Oktober    | Texaco Grand Prix of Houston (Houston Street Circuit) (T)                                   | 106,8        | Dario Franchitti | Alex Zanardi      | Tony Kanaan          |
| 18  | 18. Oktober   | Honda Indy Carnival Australia (Surfers Paradise Street Circuit) (T)                         | 173,2        | Alex Zanardi     | Dario Franchitti  | Christian Fittipaldi |
| 19  | 1. November   | The 500 Presented by Toyota (California Speedway) (O)                                       | 507,2        | Jimmy Vasser     | Greg Moore        | Alex Zanardi         |

- Erklärung: O: Ovalkurs, T: temporäre Rennstrecke (Stadtkurs), P: permanente Rennstrecke, F: Flugplatzkurs

### Fahrer-Meisterschaft
| Pos. | Fahrer                 | Punkte |
| ---- | ---------------------- | ------ |
| 1.   | Alex Zanardi           | 285    |
| 2.   | Jimmy Vasser           | 169    |
| 3.   | Dario Franchitti       | 160    |
| 4.   | Adrián Fernández       | 154    |
| 5.   | Greg Moore             | 141    |
| 6.   | Scott Pruett           | 121    |
| 7.   | Michael Andretti       | 112    |
| 8.   | Bryan Herta            | 97     |
| 9.   | Tony Kanaan (R)        | 92     |
| 10.  | Bobby Rahal            | 82     |
| 11.  | Al Unser Jr.           | 72     |
| 12.  | Gil de Ferran          | 67     |
| 13.  | Paul Tracy             | 61     |
| 14.  | Christian Fittipaldi   | 56     |
| 15.  | Maurício Gugelmin      | 49     |
| 16.  | Richie Hearn           | 47     |
| 17.  | Hélio Castroneves (R)  | 36     |
|      | Mark Blundell          | 36     |
| 19.  | Patrick Carpentier     | 27     |
| 20.  | JJ Lehto (R)           | 25     |
|      | Massimiliano Papis     | 25     |
| 22.  | André Ribeiro          | 13     |
|      | Robby Gordon           | 13     |
| 24.  | Michel Jourdain junior | 5      |
| 25.  | Arnd Meier             | 4      |
| 26.  | P. J. Jones            | 3      |
| 27.  | Alex Barron (R)        | 2      |
| 28.  | Gualter Salles         | 1      |
| 29.  | Vincenzo Sospiri (R)   | 0      |
|      | Hiro Matsushita        | 0      |
|      | Roberto Moreno         | 0      |
|      | Domenico Schiattarella | 0      |
|      | Dennis Vitolo          | 0      |
|      | Hideshi Matsuda        | 0      |

(R) = Rookie

### Rookie des Jahres
| Pos. | Fahrer            | Punkte |
| ---- | ----------------- | ------ |
| 1.   | Tony Kanaan       | 92     |
| 2.   | Hélio Castroneves | 36     |
| 3.   | JJ Lehto          | 25     |
| 4.   | Alex Barron       | 2      |
| 5.   | Vincenzo Sospiri  | 0      |

### Nationen-Cup
| Pos. | Nation             | Punkte |
| ---- | ------------------ | ------ |
| 1.   | Vereinigte Staaten | 303    |
| 2.   | Italien            | 286    |
| 3.   | Brasilien          | 203    |
| 4.   | Kanada             | 182    |
| 5.   | Schottland         | 160    |
| 6.   | Mexiko             | 158    |
| 7.   | England            | 36     |
| 8.   | Finnland           | 25     |
| 9.   | Deutschland        | 4      |
| 10.  | Japan              | 0      |

### Motoren-Cup
| Pos. | Hersteller | Punkte |
| ---- | ---------- | ------ |
| 1.   | Honda      | 365    |
| 2.   | FordXB     | 293    |
| 3.   | Mercedes   | 226    |
| 4.   | Toyota     | 41     |

### Konstrukteurs-Cup
| Pos. | Hersteller | Punkte |
| ---- | ---------- | ------ |
| 1.   | Reynard    | 409    |
| 2.   | Swift      | 167    |
| 3.   | Penske     | 72     |
| 4.   | Lola       | 4      |
| 5.   | Eagle      | 1      |